# When Saturday Comes
When Saturday Comes is een Britse film uit 1996, geregisseerd door Maria Giese. De hoofdrollen worden vertolkt door Sean Bean en Emily Lloyd.

## Verhaal
Een amateurvoetballer die in een fabriek werkt, wordt gerekruteerd door profclub Sheffield United FC. Zijn vooruitgang wordt belemmerd door zijn zware alcoholgebruik.

## Rolverdeling
| Acteur             | Personage                |
| ------------------ | ------------------------ |
| Sean Bean          | Jimmy Muir               |
| Emily Lloyd        | Annie Doherty            |
| Pete Postlethwaite | Ken Jackson              |
| James McKenna      | George McCabe            |
| Mel Sterland       | Captain Sheffield United |
| Martin Tyler       | Voetbalcommentator       |

## Productie
De film ging in première op 1 maart 1996 in het Verenigd Koninkrijk en Ierland en werd gedistribueerd door New Line Cinema. De soundtrack bevat een verscheidenheid aan klassieke muziektracks en nieuw in gebruik genomen liedjes. De filmmuziek werd gecomponeerd door Anne Dudley. De soundtrack bevat ook een bijdragen van Tony Hadley van Spandau Ballet en Sheffield-artiesten, waaronder Joe Elliott van Def Leppard, die op twee nieuwe nummers optreedt: "When Saturday Comes" en het instrumentale "Jimmy's Theme". Beiden werden uitgevoerd met bandleden Rick Savage en Phil Collen. Volgens Elliott had hij een rol in de film als de broer van Sean Bean's personage, maar de rol werd uit de uiteindelijke film geknipt. De opnames vonden plaats in Rotherham en Sheffield.